# F Sharp
F# (произносится эф-шарп) — мультипарадигмальный язык программирования из семейства языков .NET, поддерживающий функциональное программирование в дополнение к императивному (процедурному) и объектно-ориентированному программированию. Структура F# во многом схожа со структурой OCaml с той лишь разницей, что F# реализован поверх библиотек и среды исполнения .NET. Язык был разработан Доном Саймом (англ. Don Syme) в Microsoft Research в Кембридже, в настоящее время его разработку ведёт Microsoft Developer Division. F# достаточно тесно интегрируется со средой разработки Visual Studio и включён в поставку Visual Studio 2010/2012/2013/2015/2017/2019/2022; разработаны также компиляторы для Mac и Linux.
Microsoft интегрировала среду разработки F# в Visual Studio 2010 и более новые версии.
4 ноября 2010 года код компилятора F# и основных библиотек к нему опубликован под Apache License 2.0.

## Особенности
Код на языке F# является безопасным в отношении типов, часто бывает более компактным, чем аналогичный код C#, за счёт вывода типов. В F# действует строгая типизация, неявные преобразования типов полностью отсутствуют, что полностью исключает ошибки, связанные с приведением типов.
Такие возможности, как обобщённое программирование и функции высших порядков позволяют писать абстрактные обобщённые алгоритмы, которые управляют параметризованными структурами данных (например, массивами, списками, графами, деревьями).
Во многих языках большинство значений являются переменными. Например, в результате исполнения следующего кода на языке C в переменной x будет храниться значение 3:
```
int
 
x
 
=
 
2
;

x
++
;

```

В F#, напротив, по умолчанию все значения являются константами. F# допускает переменные, для чего требуется специально помечать значения как изменяемые при помощи слова mutable:
```
let
 
x
 
=
 
2
 
// неизменяемое значение

let
 
mutable
 
y
 
=
 
2
 
// переменная

x
 
<-
 
3
 
// ошибка

y
 
<-
 
3
 
// Ok. y = 3

```

Также в F# есть ссылочные типы и объекты, которые также могут содержать изменяемые значения. Тем не менее, бо́льшая часть кода является чистыми функциями, что позволяет избежать многих ошибок и упростить отладку. Кроме того, упрощается распараллеливание программ. При всём этом код редко становится сложнее, чем аналогичный код на императивном языке.
Одна из основных идей F# заключается в том, чтобы удостовериться, что имеющийся код и типы в функциональном языке программирования могут быть легко доступны из других .NET-языков. Программы на F# компилируются в сборки CLR (файлы с расширениями .exe и .dll), однако, для их запуска необходима установка пакета среды исполнения дополнительно к .NET Framework.
Интересной особенностью (и отличием от OCaml) является управление логической вложенностью конструкций кода за счёт отступов в виде произвольного количества пробелов (и только лишь пробелов). Знаки табуляции для этой цели не поддерживаются. Это приводит к постоянным дискуссиям на форумах опытных разработчиков, которые привыкли пользоваться знаками табуляции в других языках программирования.

## Компилятор и интерпретатор
F# — компилируемый язык программирования, при этом в качестве промежуточного языка используется язык Common Intermediate Language (CIL), так же как и в программах, написанных на языках C# или VB.NET.
Наряду с F#-компилятором (fsc) присутствует и F#-интерпретатор (fsi), который исполняет F#-код интерактивно.
Отличительной чертой F#-компилятора и F#-интерпретатора является возможность воспринимать код двумя разными способами — немедленно (по умолчанию) и отложенно (программисту требуется явно указать это в исходном коде). В случае немедленной интерпретации, выражения вычисляются заранее в момент запуска программы на выполнение, независимо от того, вызываются ли они в процессе выполнения программы или нет. В этом случае, зачастую снижается производительность выполнения программы, а также происходит неэкономное расходование ресурсов системы (например, памяти). В случае ленивой интерпретации кода, выражения вычисляются только в тот момент, когда к ним происходит непосредственное обращение в процессе выполнения программы. Это избавляет программу от перечисленных выше недостатков, но снижает предсказуемость в плане объёма и последовательности использования ресурсов (процессорного времени, памяти, устройств ввода-вывода и т. п.) на различных этапах выполнения программы.

## Примеры
Синтаксис F# построен на математической нотации, а программирование чем-то похоже на алгебру, что делает F# похожим на Haskell. Например, когда вы определяете новый тип, то можете указать, что переменными этого типа будут «целые или строки». Вот как это выглядит:
```
type
 
myType
 
=
 
IntVal
 
of
 
int
 
|
 
StringVal
 
of
 
string

```

Важным примером таких типов является Option, который содержит либо значение некоторого типа, либо ничего.
```
type
 
Option
<
a
>
 
=
 
None
 
|
 
Some
 
of
 
a

```

Он является стандартным типом F# и часто используется в ситуациях, когда результатом работы какого-то кода (например, поиска в структуре данных) является значение, которое может и не быть получено.
Код также представляет собой математическую нотацию. Следующая конструкция эквивалентна f(x) = x + 1 в алгебре:
```
let
 
f
 
x
 
=
 
x
 
+
 
1

```

F# работает следующим образом: тип «f» представляет собой «int -> int», то есть функция получает на вход целое и выдаёт на выход целое.
F# позволяет получить доступ абсолютно ко всему, что есть в FCL. Синтаксис для работы с библиотеками .NET в этом смысле максимально близок к синтаксису C#. Особенности языка заметны при использовании всего спектра возможностей F#. К примеру, следующий код применяет функцию к элементам списка:
```
 
let
 
rec
 
map
 
func
 
lst
 
=

     
match
 
lst
 
with

        
|
 
[]
 
->
 
[]

        
|
 
head
 
::
 
tail
 
->
 
func
 
head
 
::
 
map
 
func
 
tail

 
let
 
myList
 
=
 
[
1
;
3
;
5
]

 
let
 
newList
 
=
 
map
 
(
fun
 
x
 
->
 
x
 
+
 
1
)
 
myList

```

В «newList» теперь находится «[2;4;6]».
Разбор списка в этой функции ведётся с помощью ещё одной мощной возможности сопоставления с образцом. Она позволяет задавать образцы при совпадении с которыми вычисляются соответствующие вхождения оператора match. Первый образец «[]» означает пустой список. Второй — список состоящий из первого элемента и хвоста (который может быть произвольным списком, в том числе и пустым). Во втором образце значение головы связывается с переменной head, а хвоста с tail (имена могут быть произвольные). Таким образом кроме основной задачи образец ещё позволяет производить декомпозицию сложных структур данных. Например, в случае с типом Option сопоставление с образцом выглядит так:
```
match
 
x
 
with

|
 
Some
 
v
 
->
 
printfn
 
"Найдено значение %d."
 
v

|
 
None
 
->
 
printfn
 
"Ничего не найдено."

|
 
None
 
->
 
printfn
 
"Привет"

```

Язык поддерживает генераторные выражения, определенные для множеств { … }, списков [ … ] и массивов [| … |] 
Например:
```
let
 
test
 
n
 
=
 
[
 
for
 
i
 
in
 
0
 
..
 
n
 
do
                            

                 
if
 
i
 
%
 
2
 
=
 
0
 
then
 

                     
yield
 
i
 
]

```

Функция map является одной из стандартных функций над списками, которые содержатся в модуле List. Также существуют функции для других структур данных, объявленные в модулях Array, Set, Option.
Полезным инструментом является оператор pipe-forward (|>), который позволяет писать цепочки вызовов функций в обратном порядке. В результате имеет место такой код (в комментариях указаны промежуточные значения):
```
[
1
;
 
2
;
 
5
]

|>
 
List
.
map
 
((+)
 
1
)
 
// [2; 3; 6]

|>
 
List
.
filter
 
(
fun
 
x
 
->
 
x
 
%
 
2
 
=
 
0
)
 
// [2; 6]

|>
 
List
.
sum
 
// 8

```

Использование оператора |> исключает необходимость использования большого числа скобок, а также изменяет визуальное восприятие кода. И теперь данный код читается так: взять такой-то список, прибавить к каждому элементу 1, затем оставить только четные элементы, вернуть их сумму. То есть, описывается последовательность действий, выполняемая над изначальным объектом, в том порядке, в котором она происходит и на компьютере.
Далее небольшая демонстрация того, насколько функции .NET расширяют возможности F#. Одним из примеров являются оконные приложения и событийная обработка. Событийная обработка означает — какие-то действия в программе происходят только как реакция на определенные события — действия пользователей, подключение устройств и т. д. Проект можно создать как в Visual Studio, так и в любом текстовом документе, который затем подается на вход компилятору F# (fsc).
```
 
// open - подключение модулей и пространств имен для использования содержащихся в них

 
//    значений, классов и других модулей.

 
open
 
System.Windows.Forms
 
// - классы Form (окно), Button (кнопка)и т. д.

 
// Beep - звуковой сигнал

 
// В качестве аргументов beep передаются еще некоторые параметры, которые мы не используем

 
let
 
beep
 
_
 
=
 
System
.
Console
.
Beep
()

 
// создание окна с программным именем окно !необходимо вызывать слово-функцию отображения - к примеру Application.Run(окно)!

 
// Visible - булевское значение, является ли окно видимым

 
// TopMost - отображается ли окно на переднем плане (очерёдность окон с одинаковым значением в обратном порядке вызова)

 
// Text - текст заголовка окна

 
let
 
window
 
=
 
new
 
Form
(
Visible
=
true
,
TopMost
=
true
,
Text
=
""
,

                       
Top
 
=
 
0
,
 
Left
 
=
 
0
,
 
Height
 
=
 
512
,
 
Width
 
=
 
768
)

 
window
.
WindowState
 
<-
 
FormWindowState
.
Normal
 
// Нормальное (, Свёрнутое, Развёрнутое) окно. Просто для примера не внесено в конструктор

 
window
.
ClientSizeChanged
.
Add
 
beep

 
window
.
KeyDown
.
Add
 
beep

 
window
.
KeyPress
.
Add
 
beep

 
window
.
KeyUp
.
Add
 
beep

 
Application
.
Run
 
window
 
// отображение окна

```

### Факториал
Рекурсивная функция вычисления факториала нативным способом:
```
let
 
rec
 
fac
 
n
 
=

    
if
 
n
 
<
 
2
 
then
 
1

    
else
 
n
 
*
 
fac
(
n
 
-
 
1
)

```

Рекурсивная функция вычисления факториала, оптимизированная под хвостовую рекурсию.
```
let
 
factorial
 
num
 
=

    
let
 
rec
 
fac
 
num
 
acc
 
=

        
match
 
num
 
with

        
|
x
 
when
 
x
 
<
 
2
 
->
 
acc

        
|_
 
->
 
fac
 
(
num
 
-
 
1
)
 
(
acc
 
*
 
num
)

    
fac
 
num
 
1

```

Функция вычисления факториала, в императивном стиле с использованием изменяемого состояния.
```
let
 
factorial
 
num
 
=

    
if
 
num
 
<
 
2
 
then
 
1

    
else

        
let
 
mutable
 
fac
 
=
 
1

        
for
 
i
 
in
 
[
2
..
num
]
 
do

            
fac
 
<-
 
fac
 
*
 
i

        
fac

```

Функция вычисления факториала с использованием свертки списка и каррированой операции умножения:
```
let
 
fac
 
n
 
=
 
List
.
fold
 
(*)
 
1
 
[
1
..
n
]

```

Рекурсивная функция вычисления чисел Фибоначчи с использованием метода сопоставления с образцом:
```
let
 
rec
 
fib
 
n
 
a
 
b
 
=

    
match
 
n
 
with

        
|
 
0
 
->
 
a

        
|
 
1
 
->
 
b

        
|
 
_
 
->
 
fib
 
(
n
 
-
 
1
)
 
b
 
(
a
 
+
 
b
)

```